# Гордон, Лев Семёнович
Лев Семёнович Гордон (29 ноября 1901, Париж — 6 июля 1973, Саранск) — советский историк, доктор исторических наук, специалист по эпохе Просвещения во Франции, литературовед, переводчик, поэт.

## Биография
Родился в семье Семёна Львовича Гордона — российского журналиста левых взглядов, что вынудило его эмигрировать в 1895 году в Великобританию; затем он перебрался во Францию. Позже он стал банковским служащим, в 1925 году принял французское гражданство.
Лев Гордон с 1907 года жил с родителями в Санкт-Петербурге, где учился в гимназии Мая. В 1917 году поступил в Лентуловское училище, которое окончил в 1919 году. Весной 1919 года, во время наступления войск Н. Н. Юденича, вступил добровольцем в РККА, был переписчиком в штабе 167-й стрелковой бригады. Осенью 1919 года вступил в РКП(б), был политруком 167-й бригадной школы, а затем — 56-й дивизионной школы. Затем по его просьбе был переведен в боевую часть, участвовал в боях с эстонскими войсками и советско-польской войне. Под Новогеоргиевской крепостью 12 августа 1920 года был ранен и попал в плен к полякам. Его сочли убитым. Вернулся из плена в Петроград в 1921. За время пребывания в плену выбыл из РКП(б), но не стал восстанавливаться в партии из-за идеологических расхождений.
С 1921 года по 1923 год учился на факультете общественных наук Петроградского университета и занимался переводами с русского на французский стихов современных революционных поэтов. В начале 1920-х годов был опубликован сборник его стихов «Оттепель».
Весной 1923 года выехал для лечения в Германию, куда как представитель Госбанка был командирован его отец. Стал корреспондентом газеты «Накануне» в Берлине, затем работал в банке «Нордиске кредит» в Дании, куда был переведен его отец, потом переехал в Великобританию, где работал в «Британском и Северо-Европейском банке» и «Аркос-банке». Весной 1925 переехал в Швецию, где работал в советском торговом представительстве конторщиком.
В сентябре 1925 года, сопровождая груз, прибыл в СССР, но сразу же по прибытии был арестован по подозрению в шпионаже; в январе 1926 года был приговорен к трем годам ссылки и сослан в Ирбит. Там он работал в отделе местного хозяйства делопроизводителем. В Ирбите он познакомился с поэтессой Маргаритой Марьяновной Тумповской, которая приехала в Ирбит навестить сосланную туда свою сестру, видную эсерку, Л. М. Арманд, и женился на ней. В декабре 1927 года был переведён в Пермь, где занимался переводами и преподаванием языков на дому.
Весной 1929 года после освобождения из ссылки переселился в Москву, где работал по договорам для различных издательств. В январе 1930 уехал работать переводчиком к американским специалистам в зерносовхоз возле Ростова-на-Дону, где приобрел специальность механика по сельскохозяйственным машинам и тракторам. Весной 1931 года стал механиком Черкесского рисосовхоза на Кубани. Принимал участие в первых в СССР опытах по аэросеву, после чего осенью 1931 был приглашен в Москву на работу в НИИ сельскохозяйственной авиации; одновременно работал инструктором Управления сельскохозяйственной авиации.
В феврале 1933 года был вновь арестован как «участник контрреволюционной эсеровской организации» и приговорен к трем годам лагерей; отправлен в Белбалтлаг. Был освобожден досрочно летом 1935 года.
Вернулся в посёлок Зерноград Ростовской области, где работал в Институте механизации сельского хозяйства, а с осени 1936 года — преподавателем иностранных языков. В 1939 году поступил в Ростовский педагогический институт на факультет русского языка и литературы, окончил его экстерном в 1940 году.
Во время Великой Отечественной войны при подходе немцев к Ростову, вместе с семьей эвакуировался в Андижан. Работал на нефтяных промыслах в Андижанской области до 1942 года, затем работал учителем в школе. В Андижане в 1942 году умерла жена Гордона М.М. Тумповская.
В феврале 1944 года он вернулся в зерносовхоз в Ростовской области, а осенью 1945 года Наркоматом совхозов был переведен на работу в Ленинград в Ленинградский институт механизации сельского хозяйства, откуда уволился в феврале 1946 года.
Еще до этого, с октября 1945 года, начал внештатно работать в Публичной библиотеке, занимаясь редактированием каталога библиотеки Вольтера. В марте 1946 был зачислен в штат Публичной библиотеки. В 1947 году начал работу над докторской диссертацией на тему «Философский роман западноевропейских просветителей«. В ходе работы тема диссертации уточнялась и корректировалась, и к 1948 году она называлась «Вольтер, его книги и современники». С сентября 1946 года по совместительству он также преподавал английский язык в ЛГБИ.
С 6 сентября 1949 года по 14 ноября 1949 года в связи с обострением туберкулеза находился в больнице и был уволен из Публичной библиотеки с 12 ноября 1949 ввиду непосещения работы «вследствие утраты трудоспособности свыше 2 месяцев» Он опротестовал это решение, но 16 ноября 1949 года был вновь арестован по обвинению по ст. 58-10, 11 УК РСФСР. Постановлением ОСО при МГБ СССР он был приговорен к 10 годам лагерей и этапирован в Озёрлаг.
28 сентября 1955 года был досрочной освобожден из заключения, 18 июля 1956 года был реабилитирован «за отсутствием состава преступления», и осенью того же года вернулся в Ленинград. Однако на работе в Публичной библиотеке его не восстановили.
В 1957 году переехал в Пермь, где стал доцентом кафедры русской и зарубежной литературы филологического факультета Пермского педагогического института. Также в Пермской областной библиотеке им. М. Горького организовал кружок любителей книги, где вел занятия по истории книги. С осени 1958 года принимал участие в работе созданной при Институте истории АН СССР группы по изучению истории Франции; сделал ряд докладов на основе малоизученных изданий, хранящихся в Публичной библиотеке: «Крайние уравнители французского Просвещения» (октябрь 1958), «Никола-Антуан Буланже и группа энциклопедистов» (март 1960). Был знаком с французским славистом Андре Мазоном.
13 ноября 1967 в МГПИ защитил докторскую диссертацию по теме «К истории радикально-демократического крыла французского Просвещения (1750—1780)».
К Льву Гордону домой часто приходили студенты, что вызвало интерес КГБ. В 1967 году его публично обвинили в том, что он «разлагал студентов», «прививал им буржуазные взгляды, «порочил великого пролетарского писателя Максима Горького» и уволили из института.
После этого он в 1968 году переехал в Саранск, где поступил на работу в Мордовский государственный университет, с 1969 года возглавлял там кафедру всеобщей истории, 10 июня 1970 года был утвержден в звании профессора.

## Семья
- Жена — Тумповская, Маргарита Марьяновна (1891—1942), поэт, переводчик, литературный критик.
- Дочь — Козырева, Марьяна Львовна (1929—2004), театральный художник, писатель.